# أليكس رينالدو
أليكس رينالدو (8 مارس 1991 في البرازيل - ) هو لاعب كرة قدم برازيلي في مركز الدفاع.

## وصلات خارجية
- أليكس رينالدو على موقع قاعدة بيانات كرة القدم.إي يو (الإنجليزية)
- أليكس رينالدو على موقع Soccerway.com (الإنجليزية)